# Cinetorhynchus brucei
Cinetorhynchus brucei is een garnalensoort uit de familie van de Rhynchocinetidae. De wetenschappelijke naam van de soort is voor het eerst geldig gepubliceerd in 2009 door Okuno.